# Vladimir Yankilevsky
Vladimir Yankilevsky (Владимир Борисович Янкилевский), né le 15 février 1938 à Moscou et mort le 4 janvier 2018 à Paris, est un artiste non-conformiste soviétique et russe, né à Moscou et vivant le reste de sa vie à Paris.
Yankilevsky était surtout connu pour son travail dans le mouvement artistique non conformiste soviétique des années 1960 aux années 1980. Ses œuvres les plus célèbres sont ses triptyques. Ses œuvres créent souvent une imagerie cauchemardesque pour brosser un tableau des états mentaux restrictifs de la vie quotidienne en Union soviétique et de la condition humaine en général.
Yankilevsky est également connu pour avoir participé à l'exposition d'art du Manège de 1962, au cours de laquelle Nikita Khrouchtchev critique le mouvement artistique non-conformiste, le qualifiant de dégénéré.
Dans les années 1970, Yankilevsky se rapproche d’un groupe d’artistes non-conformistes moscovites qui étaient sur la même longueur d’onde que lui. Lorsqu'en 1972, le théoricien et critique d'art tchèque Jindřich Chalupecký vint à Moscou et rencontra ces artistes, il baptisa leur cercle officieux « Boulevard Sretensky », qui comprenait notamment Ilya Kabakov, Viktor Pivovarov, Vladimir Yankilevsky, Eduard Steinberg, Erik Boulatov, Oleg Vassiliev, Ivan Tchouïkov et Mikhail Roguinski. Entre 1970 et 1980, les peintres russes suivants furent également associés à ce groupe: Boris Joutovski, Vladimir Nemoukhine et Boris Birger.
Sur la scène artistique dynamique de Moscou des années 1970, il a été découvert par Dina Vierny, une galeriste et collectionneuse d'art distinguée basée à Paris. Après un séjour à Moscou au début des années 1970, Vierny s'engagea à soutenir les artistes résistant aux contraintes du réalisme socialiste et découvrit Yankilevskly, parmi lesquels Ilya Kabakov et Erik Boulatov. Dans le climat difficile des contraintes artistiques soviétiques, Yankilevsky, comme d'autres artistes non-conformistes, rencontra des obstacles pour exprimer librement sa créativité. Dina Vierny, consciente de l'immense talent et des difficultés rencontrées par ces artistes, joua un rôle essentiel pour soutenir leurs aspirations artistiques. Avec l'aide de Vierny, Yankilevsky prend la décision capitale de s'installer à Paris, ville réputée pour sa liberté artistique et la diversité de son environnement créatif.
Dans ce nouveau chapitre de sa vie, Yankilevsky se retrouve au sein d’une communauté d’artistes partageant les mêmes idées et partageant un objectif commun : s’affranchir des normes artistiques imposées par l’État, notamment le réalisme socialiste. Ce déménagement marque non seulement un changement géographique, mais symbolise aussi une profonde libération pour Yankilevsky et ses collègues artistes.
S'installer à Paris a permis à Yankilevsky d'explorer et d'exposer sa vision artistique singulière sans les contraintes imposées par le régime soviétique. Le soutien indéfectible et l'engagement de Dina Vierny envers les artistes d'avant-garde russes ont joué un rôle crucial dans la création d'un espace où leur créativité a pu s'épanouir, contribuant ainsi à la richesse de l'expression artistique dans le paysage culturel vibrant de Paris. L'engagement de Vierny culmine avec l'exposition révolutionnaire « Avant-garde russe - Moscou 1973 » dans sa galerie de Saint-Germain-des-Prés, mettant en valeur le front diversifié mais uni des artistes non-conformistes défiant les normes artistiques de leur temps.
Yankilevsky meurt à Paris d'une leucémie le 4 janvier 2018 à l'âge de 79 ans,.

## Galerie

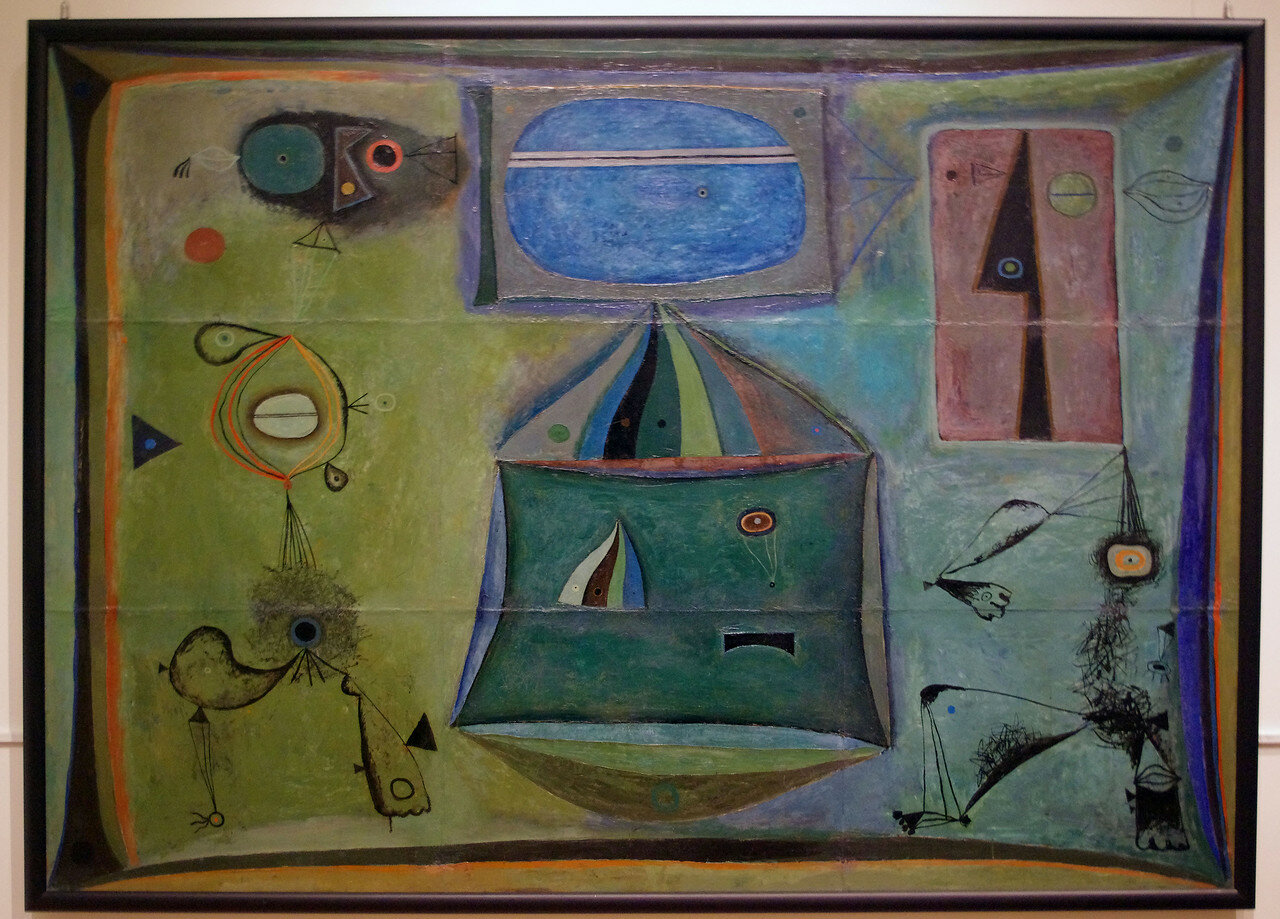
Bleu et vert (1961)
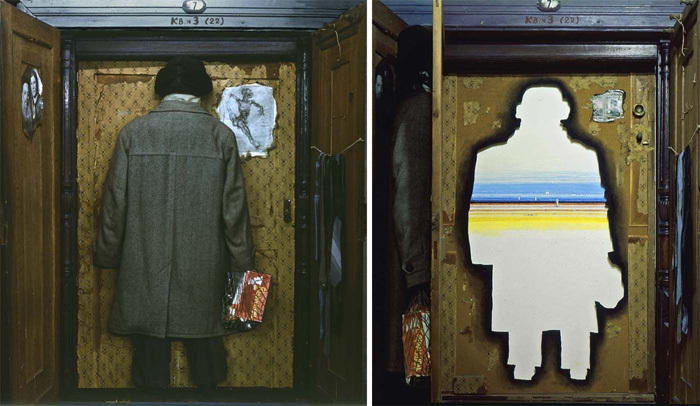
Appartement communautaire
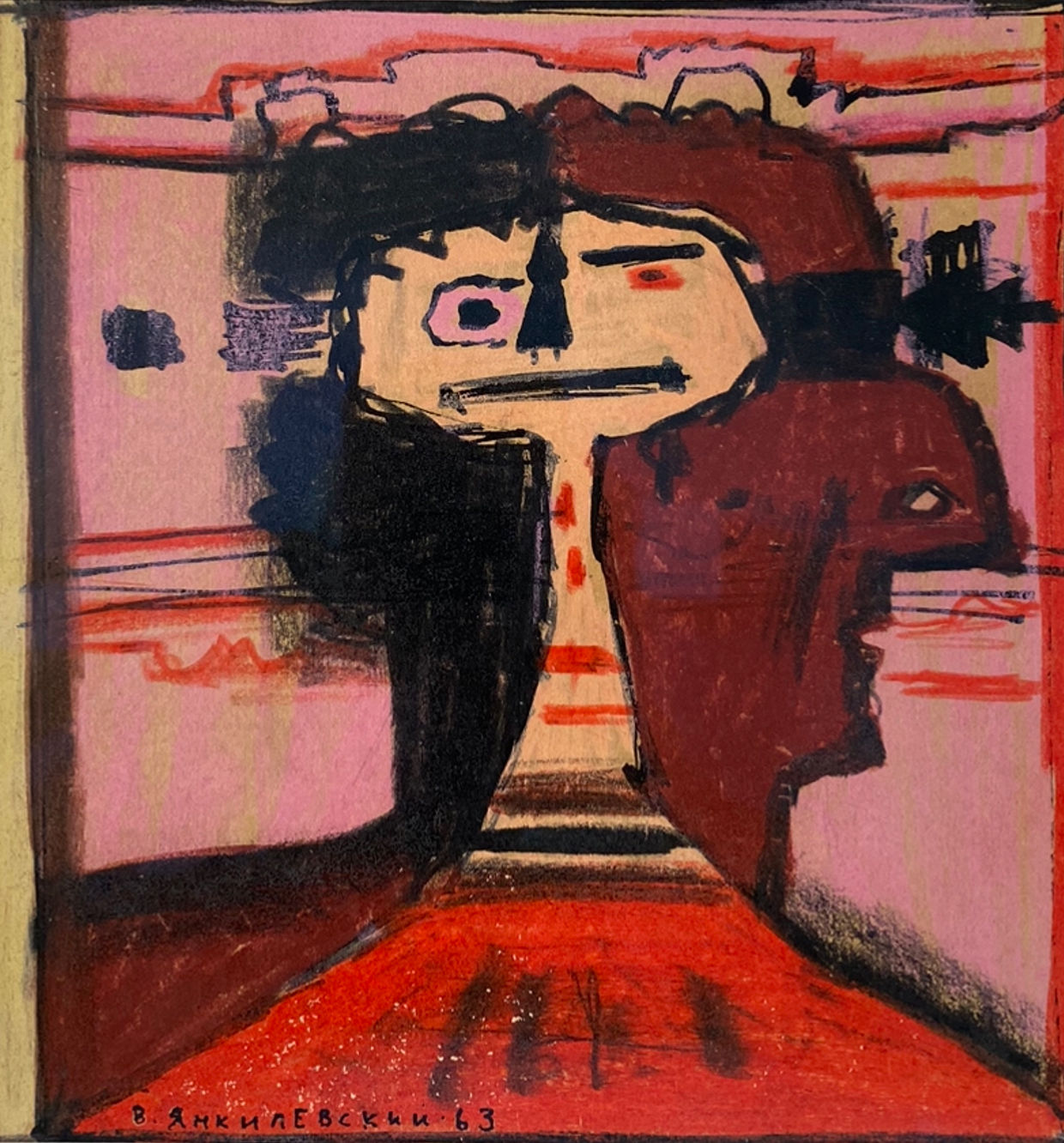
Fils (1963)
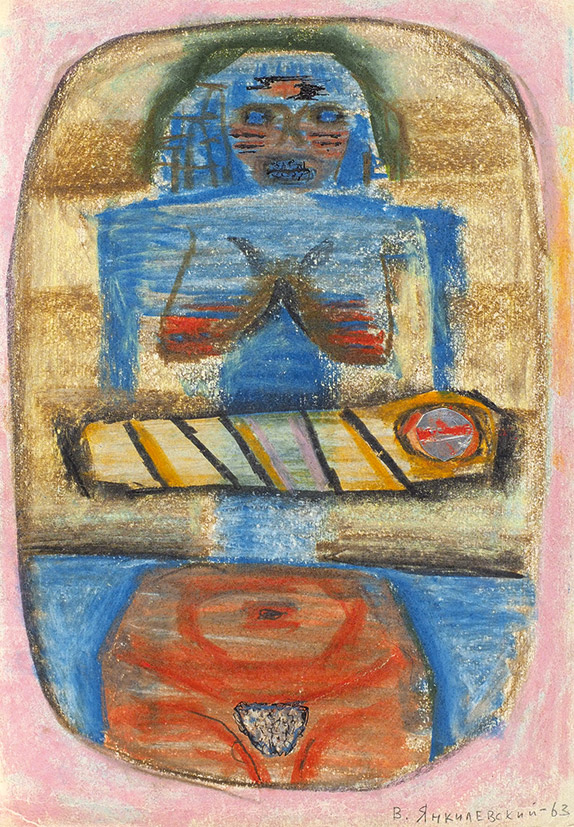
Femme (1965)